# Den döende dandyn
Den döende dandyn è un film del 1989 diretto da Anders Wahlgren e basato sulla vita del pittore svedese Nils Von Dardel.